# Torreta de Cadí
La Torreta de Cadí és una muntanya de 2.562,1 metres que es troba entre els municipis de Cava i la Vansa i Fórnols, a la comarca de l'Alt Urgell.
Aquest cim està inclòs al llistat dels 100 cims de la FEEC.